# آیت مایل (آلاباما)
آیت مایل (به انگلیسی: Eight Mile) یک منطقهٔ مسکونی در ایالات متحده آمریکا است که در شهرستان موبایل، آلاباما واقع شده‌است. آیت مایل ۱۰٫۰۶ متر بالاتر از سطح دریا واقع شده‌است.